# تشي تشي
تشي تشي (بالبرتغالية: Tchê Tchê‏) واسمه الحقيقي دانيلو داس نيفيش بينهيرو (بالبرتغالية: Danilo das Neves Pinheiro‏) هو لاعب كرة قدم برازيلي في مركز الظهير الأيمن ولد في يوم 30 أغسطس 1992 في مدينة ساو باولو في البرازيل، يلعب حالياً مع نادي دينامو كييف وسبق له اللعب مع نادي غريميو أوداكس ونادي غواراتنغويتا ونادي بونتي بريتا ونادي بوا إسبورتي، يبلغ طوله 175 سم.

## روابط خارجية
- تشي تشي على موقع اتحاد أوكرانيا (الإنجليزية)
- تشي تشي على موقع قاعدة بيانات كرة القدم.إي يو (الإنجليزية)
- تشي تشي على موقع Soccerway.com (الإنجليزية)